# David Rosen (artiste)
Pour les articles homonymes, voir David Rosen (homonymie).
David Grant Rosen (26 novembre 1959 - 3 mars 2014) était un styliste et artiste sud-africain. Il a suivi des études de peinture, mais il est principalement connu pour ses créations artistiques engagées politiquement, de ses designs anti-apartheid des années 1980 au label Reason8 aux États-Unis.

## Éducation
David Rosen est né au Cap en Afrique du Sud, et a étudié au lycée pour garçons de Sea Point. En 1976, il commence son service militaire de deux ans, au sein de la 6e Division d'Infanterie sud africaine. À l'issue de la première année, il est affecté à la base anti-aérienne de Youngsfield au Cap, où il travaille comme illustrateur pour le journal du bataillon. En 1980-81, il étudie à l'école d'art Technikon du Cap. En 1982-83 il est étudiant à l'École d'Art Contemporain du Cap.

## Carrière
En 1983, David Rosen crée son premier label de mode appelé “Electric Affair” (pour Momentum Clothing). Ses ventes dépassent les limites ethniques dans un marché toujours dominé par la ségrégation raciale. Il crée son premier design “politique” pour T-shirt: un motif anti-nucléaire mettant en avant la centrale de Koeberg, non loin de son lieu de résidence. En 1984, il crée son entreprise en partenariat avec Laurie Dreyer de Chelsea West et Bad Boys Clothing. La ligne de vêtement s'appelle “Affair of State”,,,,.
En 1985 son T-shirt “LET'S SHARE” est banni par le gouvernement de l'apartheid, et après qu'il est apparu en couverture du Cape Times, la police confisque tout article de la marque avec l'étiquette: “clothes for people by david”.
Frustré par l'ingérence politique dans l'environnement créatif, David part s'installer à New York. En 1986, avec son associé Danny Forman (Forecaster of Boston), il fonde la marque “Affair of State NYC”. De 1986 au début des années 1990, la notoriété de David Rosen croit à New York, où il vend ses collections à des enseignes célèbres telles Bloomingdales, Macy's et Patricia Field,,,,,,.
Au début des années 2000, David s'installe à Boston. En 2003, il crée la marque Reason8, une réaction artistique à la guerre d'Irak et aux dérives politiques et idéologiques ayant suivi l'arrivée au pouvoir de George W. Bush. Les vêtements Reason8 se caractérisent par des designs graphiques invitant à la réflexion sur plusieurs sujets politiques et sociaux. Le design "WMD: Weapons of Mass Deception" est créé en réaction à la controverse autour des armes de destruction massive. Son slogan "I do, I do, I do" est rapidement associé au débat sur le mariage homosexuel. Il s'attaque également à la controverse sur la surveillance avec le slogan "One Nation Under Surveillance",. Un autre design populaire est le slogan "got democracy?", parodie du célèbre logotype pour les produits laitiers Got Milk?,.
En 2008, David Rosen est diagnostiqué comme ayant un cancer du poumon et il endure un traitement difficile pendant plusieurs mois. Alors qu'il est traité à l'institut Dana-Farber, il commence un journal visuel de son expérience en tant que patient, incluant des croquis des « Chambres d'Infusion », où les chimiothérapies sont administrées. Ces études préliminaires fondent la base de sa première exposition solo et du projet « Hotel Chemo », une collection de ses tableaux et écrits. La maladie a profondément altéré sa vision artistique. Il ne crée plus que quelques T-shirts en édition limitée et se concentre désormais sur sa peinture et sur plusieurs projets multimédia. En particulier, il s'intéresse à l'automatisme surréaliste en tant qu'activité thérapeutique,. Durant ses dernières années, il essaye de capturer certains moments spécifiques dans la création d'un tableau, des moments où il s'arrête et où le tableau est temporairement achevé. Il utilise de la résine afin de préserver ces moments qu'il appelle des "peaux" ("skins"),.